# Чернявка (притока Збитинки)
Чернявка — річка в Україні, у Здолбунівському районі Рівненської області. Права притока Збитинки (басейн Дніпра).

## Опис
Довжина річки приблизно 6 км.

## Розташування
Бере початок на східній стороні від села Кліпець. Спочатку тече на північний, потім на південний схід через Святе і у заказнику місцевого значення «Болото Кругляк» впадає у річку Збитинку, ліву притоку Вілії.